# Шастел
Шастел (фр. Chastel) насеље је и општина у централној Француској у региону Оверња, у департману Горња Лоара која припада префектури Бријуд.
По подацима из 2011. године у општини је живело 142 становника, а густина насељености је износила 5,13 становника/km². Општина се простире на површини од 27,69 km². Налази се на средњој надморској висини од 900 метара (максималној 1.359 m, а минималној 711 m).

## Демографија
| 1962. | 1968. | 1975. | 1982. | 1990. | 1999. | 2011. |
| ----- | ----- | ----- | ----- | ----- | ----- | ----- |
| 345   | 347   | 320   | 274   | 216   | 162   | 142   |

График промене броја становника у току последњих година